# Süd-Tiroler Freiheit

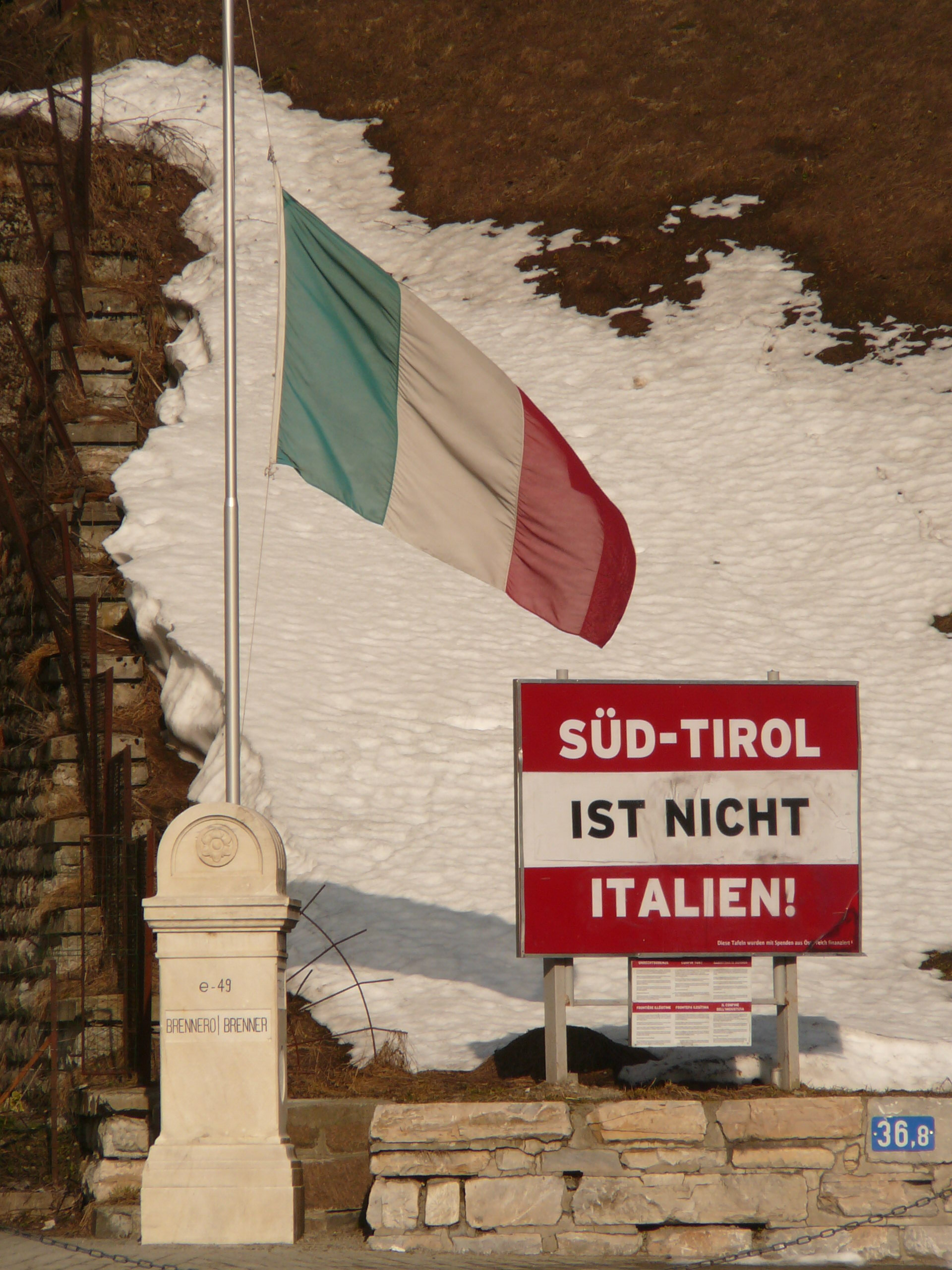
Il confine del passo del Brennero, con il cartello "L'Alto Adige non è Italia", voluto dal movimento Süd-Tiroler Freiheit (foto del 2009; il pannello è stato poi rimosso)

Süd-Tiroler Freiheit (per esteso Süd-Tiroler Freiheit - Freies Bündnis für Tirol, in italiano Libertà Sud-Tirolese - Libera alleanza per il Tirolo) è un partito politico della provincia autonoma di Bolzano, fondato da Eva Klotz, figlia di Georg Klotz.

## Storia
I prodromi della nascita del partito risalgono a maggio 2007, quando in seno all'Union für Südtirol (siglato UFS, al tempo uno dei partiti di riferimento dell'indipendentismo sudtirolese) sorsero polemiche tra i due esponenti più in vista, Eva Klotz e Andreas Pöder. Quest'ultimo aveva infatti presentato al congresso degli iscritti una mozione che rafforzasse le prerogative e le competenze dell'Obmann (presidente), ottenendone l'approvazione con un risicato margine (76 voti favorevoli contro 70 contrari).
Non accettando il verdetto congressuale, la Klotz e i dissidenti decisero poco dopo di fuoriuscire dall'UFS e di costituirsi in quello che venne definito come un nuovo "movimento di raccolta", la Süd-Tiroler Freiheit.
Il nuovo partito fece il suo esordio alle elezioni provinciali del 2008, raccogliendo il 4,9% dei voti ed eleggendo consiglieri la leader Klotz e Sven Knoll.
Alla successiva tornata elettorale, nel 2013 i consensi del partito salirono al 7,2%, permettendo di eleggere un terzo consigliere: ai riconfermati Eva Klotz e Sven Knoll si aggiunse Bernhard Zimmerhofer.
Sempre nel 2013 il partito lanciò l'iniziativa Selbstbestimmung 2013, una sorta di referendum autogestito (privo di effettiva validità legale e giuridica) realizzato in parte online e in parte mediante gazebo per sondare l'opinione dei cittadini provinciali sul tema dell'autodeterminazione: a detta delle fonti interne al movimento, esso avrebbe rivelato una schiacciante maggioranza favorevole alla secessione dall'Italia.
Il 17 novembre 2014 Eva Klotz si dimise per motivi personali da consigliera provinciale e venne sostituita dalla candidata più votata tra i non eletti, Myriam Atz Tammerle.
Alle elezioni provinciali 2018 (le prime senza Klotz in lista) la Süd-Tiroler Freiheit scontò il complessivo calo di consenso di tutta l'area ideologica secessionista altoatesina: rispetto al 2013 perde infatti oltre 4000 voti e scende sotto il 6% dei consensi, confermando i soli consiglieri Knoll e Atz Tammerle. Si riprese però ampiamente alla tornata elettorale 2023, sfiorando l'11% dei consensi e piazzandosi al terzo posto tra i partiti in corsa, alle spalle solo della Südtiroler Volkspartei e del Team K; Sven Knoll confermò il suo seggio consiliare con oltre 25 000 preferenze (terzo candidato più votato in assoluto) e assieme a lui entrarono nell'emiciclo altri tre esponenti: la confermata Myriam Atz Tammerle, il rientrante Bernhard Zimmerhofer e la new entry Hannes Rabensteiner.

## Ideologia

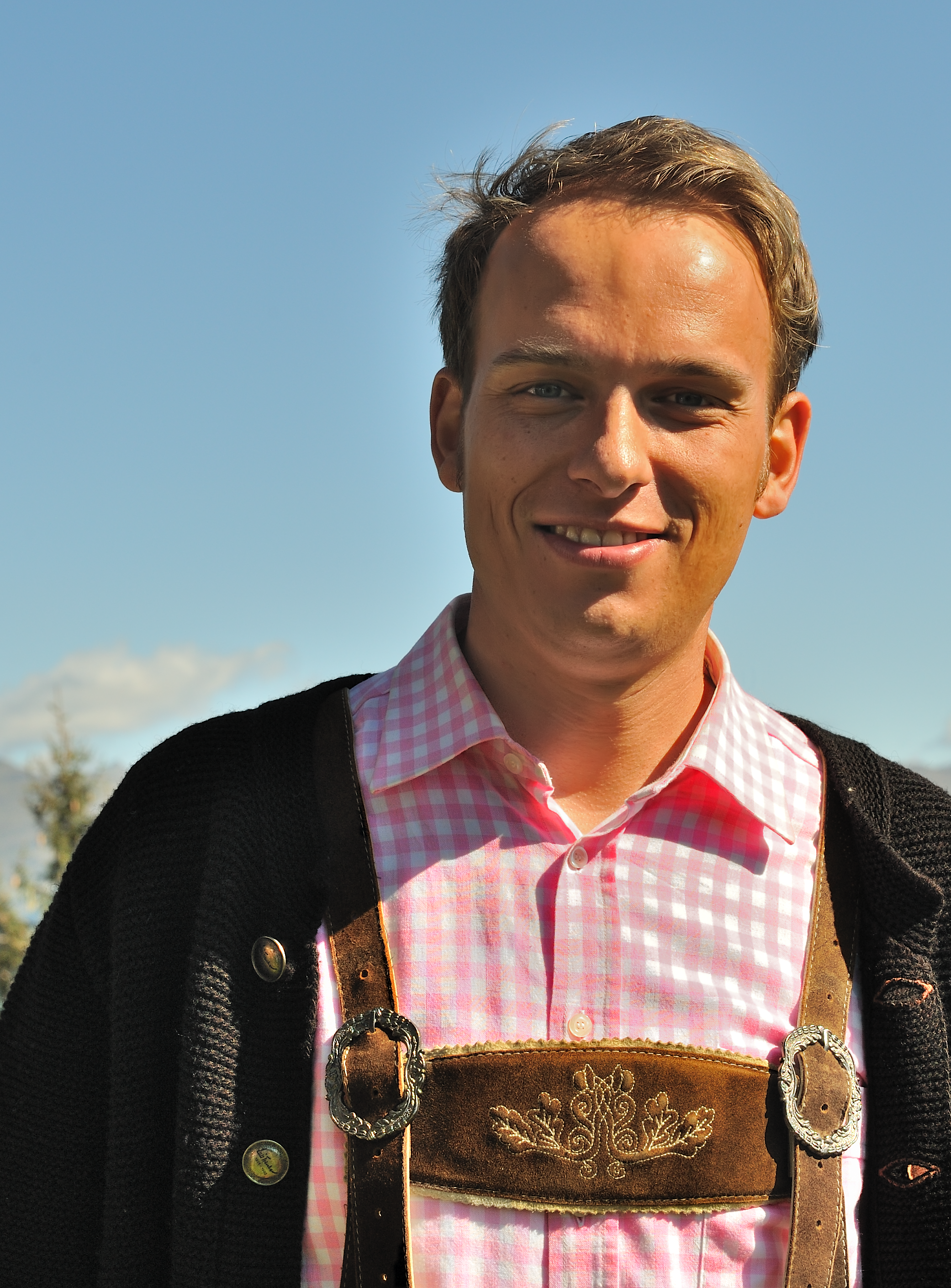
Sven Knoll, successore de facto di Eva Klotz alla guida del partito.

Il partito si rivolge alle popolazioni di lingua tedesca e ladina, autodescrivendosi come «alleanza liberale-patriottica che reclama il diritto all'autodeterminazione per il Popolo Sudtirolese»: si prefigge pertanto il conseguimento dell'indipendenza dell'Alto Adige dall'Italia con successiva riannessione allo Stato Federato del Tirolo, "sanando" così la cessione effettuata dall'impero austro-ungarico alla fine della prima guerra mondiale. 
La propaganda partitica viene condotta con metodi spesso provocatori: esemplificativa fu l'apposizione, nel 2009, sul lato austriaco del passo del Brennero di un cartello recante la dicitura Süd-Tirol ist nicht Italien!, ovvero "il Sud-Tirolo non è Italia".
La STF richiede altresì la concessione di doppia cittadinanza italo-austriaca ai cittadini altoatesini che ne facciano richiesta, l'ampliamento del diritto all'uso della lingua madre (citando ad esempio la realizzazione di foglietti illustrativi dei farmaci anche in tedesco), una maggiore autonomia nella stesura dei programmi scolastici, includendovi l'insegnamento della storia tirolese "senza mistificazioni", l'eliminazione dei toponimi italiani introdotti da Ettore Tolomei col prontuario dei nomi locali dell'Alto Adige lasciando in vigore solo quelli anticamente in uso, nonché l'abbattimento o il depotenziamento dei monumenti costruiti nel periodo del Fascismo .
A livello internazionale, aderisce all'Alleanza Libera Europea.
STF si dichiara partito non ideologico, definendosi non collocabile a destra o sinistra e professando distanza da qualsiasi forma di estremismo, citando in proposito l'utilizzo nella propaganda di linguaggi e figure anche molto dissimili tra di loro, e professando sostegno attivo per la tutela dei diritti civili, quali quelli della comunità LGBT. Alcuni osservatori tuttavia l'hanno a più riprese collocato nell'estrema destra rilevando finanche una contiguità con movimenti neonazisti. Nel 2008, poco prima delle elezioni regionali, la rivista L'Espresso affermò che Sven Knoll avesse preso parte a un evento insieme a esponenti neonazisti del Partito Nazionaldemocratico di Germania (NPD). In un servizio del Corriere dell'Alto Adige del 25 ottobre 2008, l'allora procuratore capo Cuno Tarfusser negò tuttavia rapporti tra la Süd-Tiroler Freiheit e l'NPD.

## Risultati elettorali

### Elezioni provinciali
| Elezione                    | Voti   | %    | Seggi  |
| --------------------------- | ------ | ---- | ------ |
| Provinciali di Bolzano 2008 | 14.888 | 4,9  | 2 / 35 |
| Provinciali di Bolzano 2013 | 20.736 | 7,2  | 3 / 35 |
| Provinciali di Bolzano 2018 | 16.927 | 6,0  | 2 / 35 |
| Provinciali di Bolzano 2023 | 30.583 | 10,9 | 4 / 35 |